# マルーラ

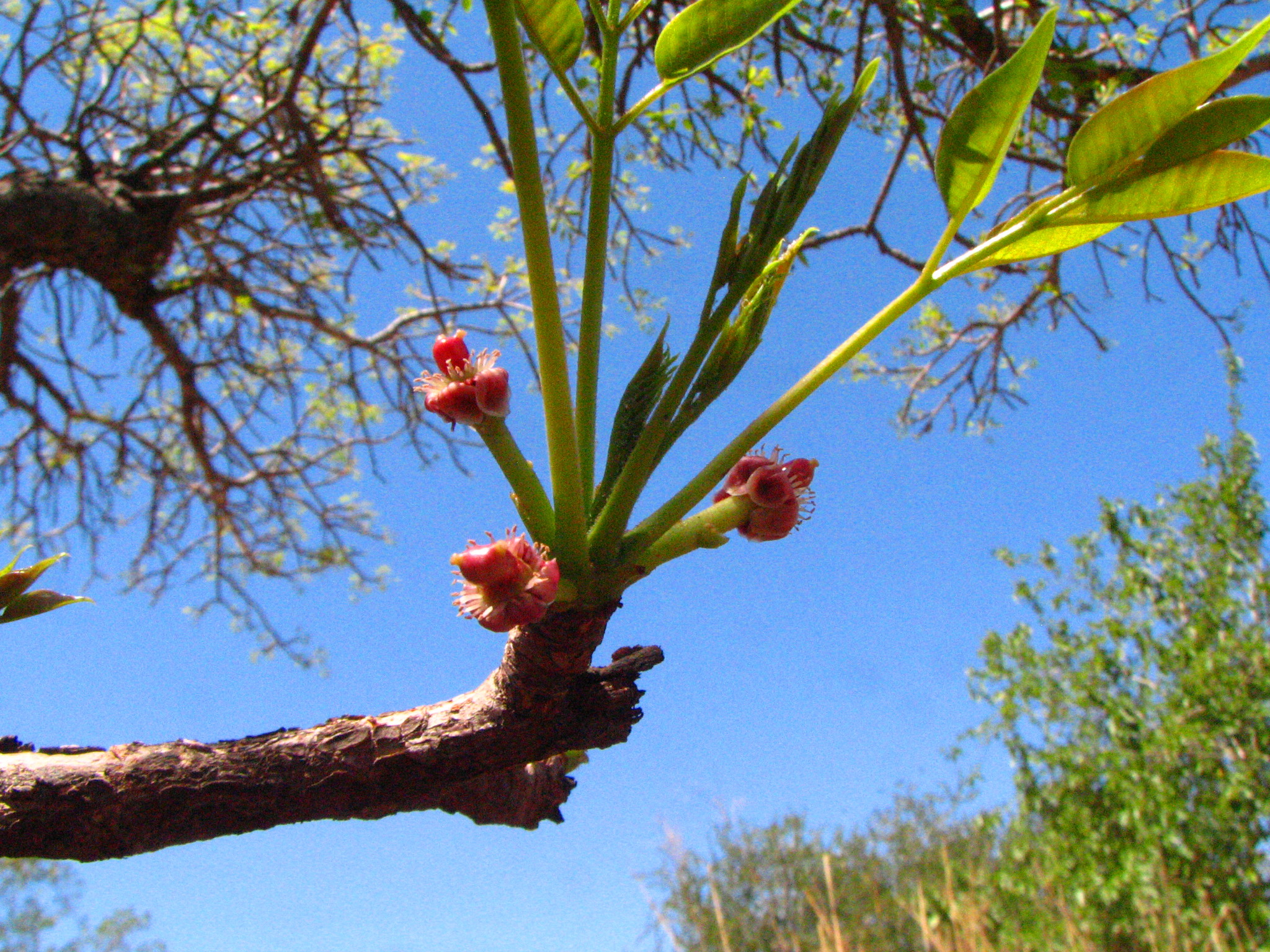
花

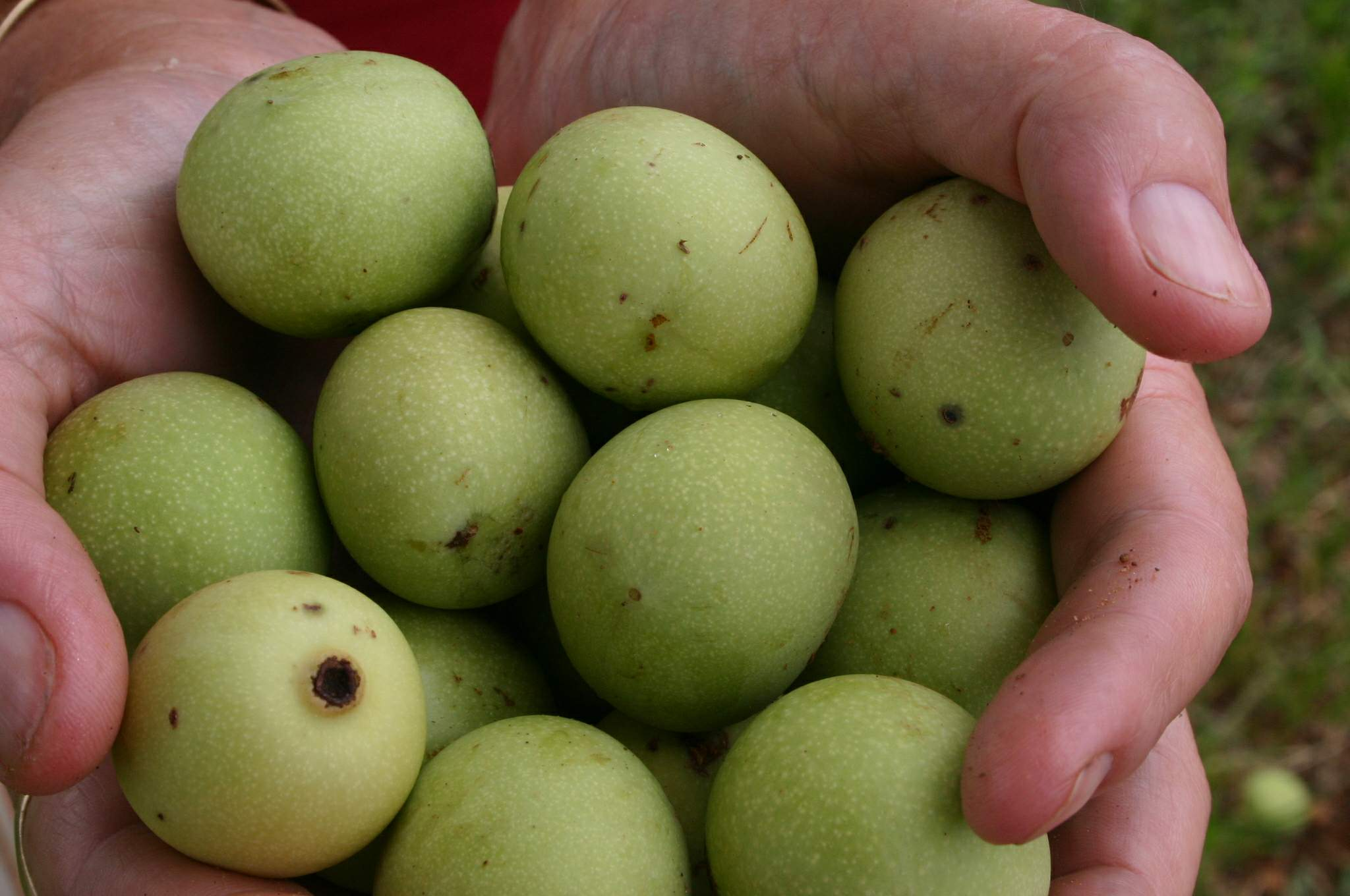
マルーラの実。果物として食用となる

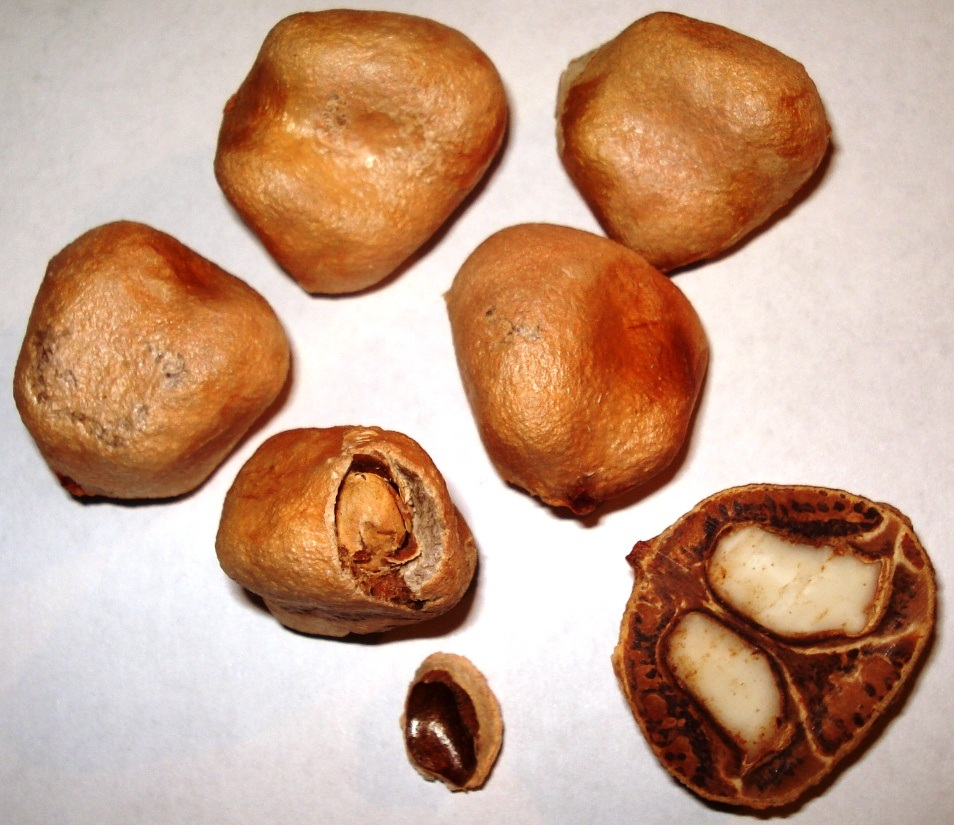
マルーラの種

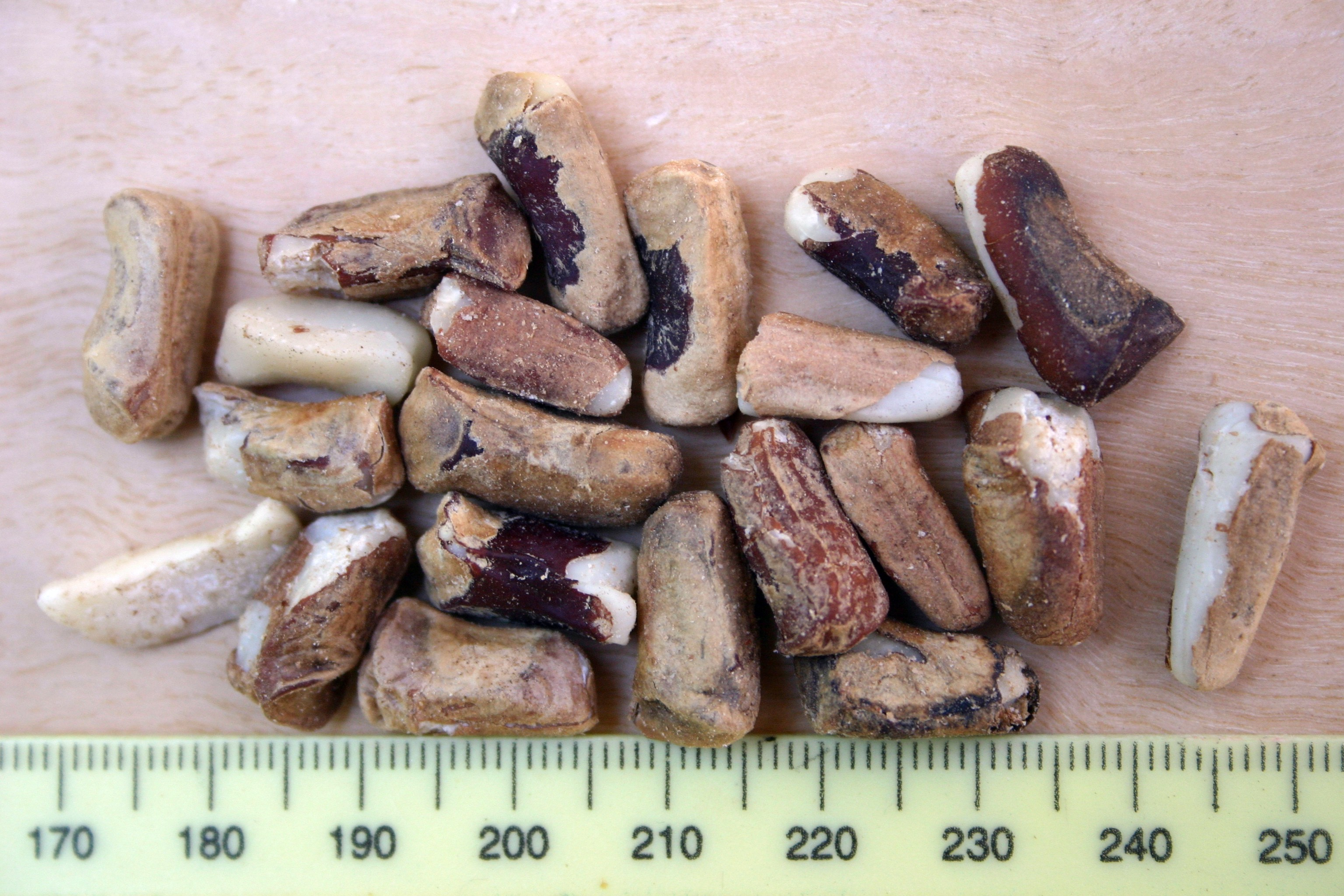
マルーラの仁

マルーラ／マルラ（Sclerocarya birrea）は、ウルシ科に属する植物。雌雄異株であり、南部アフリカのミオンボ（Miombo; Brachystegia属、Julbernardia属、Isoberlinia属といったマメ科の木本）林や西アフリカのスーダン・サヘル地帯、マダガスカルに分布する。世界的に知られてはいないが、地域では伝統的に食品や油、保湿にと利用されてきた。動物にもこれを食物として利用するものが多い。

## 生態
マルーラは1本の幹と大きく広がった樹冠を持つ。マルーラの木は灰色で斑の樹皮を特徴とする。この木は標高が低い疎林で育ち、最大で18m程度まで成長する。アフリカとマダガスカルにおけるマルーラの分布はバントゥー系民族の移動と連動しており、太古から彼らの食生活において重要な食品であったことを示している。キリン、サイ、ゾウはすべてマルーラの木を食べ、なかでもゾウは特にこの木を好む。ゾウはマルーラの樹皮・枝・果実を食べるため特に被害が大きく、実際にゾウの食害はマルーラの分布の広がりを大幅に制限している。一方でゾウはマルーラの種の含まれる糞をすることで、播種の役割も果たしている。ゾウの消化器内で発行が進み、ゾウが酔っぱらう現象が確認される（ § 他の生物による利用も参照）。
マルーラの実は、緑色の未熟のまま落果してしまうが、落果から約3日後に色づき始め、約12日後に真っ黄色に変わる。雨期の2月から3月（あるいは4月）にかけてが熟し頃で、直径 3–4cmほど（まれに 5 cm　大の）卵形の、 鮮やかな黄色い果皮と白い果肉になる。果肉にはオレンジの約4倍（3倍、8倍）のビタミンCが含まれており、ジューシーで酸味と独特の強い風味を持つ。
内果皮（殻）のなかには各室に一個ずつ 2,3個の種が入っており、栓でふさがっている。種の仁は食用になる。種子増殖の場合、種子を浸水するなどしてこの栓（蘚蓋）をゆるませ取れやすくすると、発芽がよくなる。

## 名称
属名の Sclerocarya は、古代ギリシア語で「堅い」を意味する skleros と、「種子、ナッツ」を意味する karyon からきている。種小名の birrea は、セネガルやガンビアでのこの木の一般的な呼び名である birr に由来する。マルーラはマンゴー、ピスタチオ、カシューナッツと同じウルシ科に属し、マダガスカルのPoupartia属と近い。
マルーラは、英語でマルーラ、ゼリープラム、サイダーツリー、エレファントプラムなどと呼ばれる。
南アフリカ共和国のアフリカーンス語では maroelaやolifantsappel「ゾウのリンゴ」 と呼ばれる。部族のあいだでは（多くがバントゥー語群系）ヴェンダ語 mufula、ショナ語 murula, mufula等。
ジンバブエでは、バントゥー系ンダウ方言で mufuna, munganu、北ンデベレ語で umganu、umkano、mganu等。
タンザニアではスワヒリ語(?)でmn'gongo, mongo, mungango。
ケニアでは、スワヒリ語およびディゴ語では mngongo、オロモ語では didissa、マサイ語では ol-mangwai、ポコット語 では oroluo、トゥゲン語（Tugen）では tololokwo という。
ナミビアではヘレロ語やこれに近しいオヴァンボ語で omuongo と呼ぶ。

## 利用
マルーラは世界的にはほとんど知られていないが、アフリカでは伝統的に食糧として使用されており、社会経済的にかなり重要である。また、この木からは酸化が遅く長期間保存可能な、高品質の食用油が生産できる。
マルーラの実は、木の生育する地方の村人によって野生の木から集められ産業的に利用される。果実の収穫は2カ月から3か月ほどしか行われないが、貧しい住民にとっては貴重な収入源となる。こうして集められた果実は加工工場に保管され、フルーツパルプ、種子油などに年間通じて加工される。
マルーラの果肉は生食が可能であり、甘さと酸味を持つ。またMarula Maniaのようなジュースブレンドを作るための冷凍ピューレなどに使用されるが、もっとも利用されるのはアルコールの醸造である。ナミビア（オヴァンボ族により）やボツワナなど南部アフリカ一帯でマルーラ酒は作られており、美味とされている。
また実の中には、硬い殻に覆われた種子があり、その仁は割って取り出すのは困難だが、美味であり、子供が食すほか、採集狩猟民のなかには、このナッツを冬季の常食にしているものもいる。

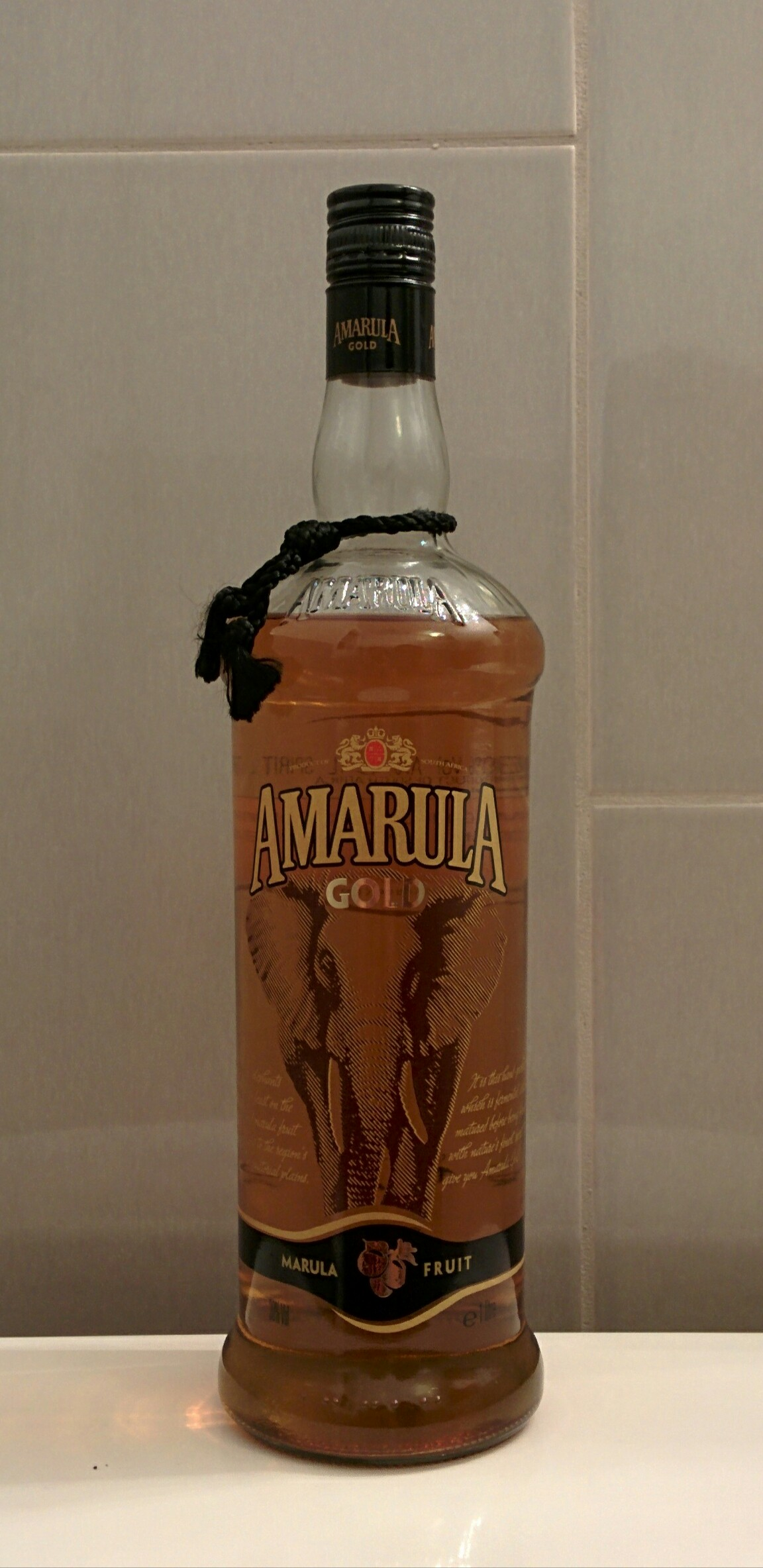
マルーラから作るアマルーラ酒

各村落で作られる醸造酒のほか、工場では蒸留酒も製造され、なかでも南アフリカで製造されるクリームリキュールであるアマルーラは同国の名産品として名高い。

### 酒造
マルーラ（アフリカーンス語: maroela）の実からは、自家製蒸留酒（mampoer）も作られてきたとされ、アフリカの作家ハーマン・チャールズ・ボスマンの小説でも言及される。
ナミビアのオヴァンボ族（オバンボ族、アンボ族とも）の間ではマルーラ酒はオマゴンゴ（omagongo / omaongo）と称する。かつて王の酒として扱われ、醸造した場合一部の貢納が義務付けられていたが、現代ではその風習がすたれ、かわりに世帯間の贈答がおこなわれる。オヴァンボ族の間ではマルーラ酒は他の酒と違い、数人が共同で醸造を行っている。採取した実からは、オシンワ（oshinwa）という飲料や、食用油オジョヴェ（odjove）がさらに得られるが、これは酒造りの共同作業の際の、いわば副産物である。すなわち絞った果汁は木の所有者に渡されすべて酒造に回されるが、搾りかすと種子は手伝った者等が持ち帰って、オシンワという爽やかな飲料をつくり、種が乾いたら搾油するのである。
主にジンバブエのショナ族のビール酒造法では、実を土器の壺に半分つめ、水を添加して2日放置し、皮を絞り捨てて実を戻し、皿で蓋してから泥で密封する。4日ほど発酵させて飲み頃となる。

### 肌ケア
マルーラの種子油は食用である以外に、欧米や日本などへと輸出されて化粧品の原料として使用される。このマルーラオイルは、伝統的にアフリカ諸国で保湿に使われており、構成比率はオレイン酸69%とパルミチン酸約15%とが主要な脂質になっており、マルーラオイルの肌への塗布は、皮膚の水分含有量を増加させ保湿作用を示した。ほかの文献では一般に以下のような範囲で報告されている。
- オレイン酸 (C18:1) 70-78%
- パルミチン酸 (C16:0) 9-12.7%
- ステアリン酸 (C18:0) 5-8%
- リノール酸 (C18:2) 4-9.5%
- α-リノレン酸 (C18:3) 微量から1.1%

### 輸入規制
日本においては2020年初より、果実の輸入は禁止されている。この措置はアルコール分が理由なのではなく、マルーラの成熟した果実にはアフリカマンゴウミバエ（Ceratitis cosyra）が産卵寄生していることがあり、これが日本の栽培果実に影響を与えることを懸念しての措置である。

### 他の生物による利用
マルーラの実は南部アフリカの様々な動物によっても食べられる。ジャミー・ユイス監督の1974年ドキュメンタリー映画『ビューティフル・ピープル/ゆかいな仲間』においては、ゾウ、ダチョウ、イボイノシシ、ヒヒがマルーラの実を食べて酔っぱらう姿がとらえられている。ゾウはなんらかの効果を得るために大量の発酵したマルーラの実を必要とし他の動物も熟した実を好む。毎日ゾウが飲む大量の水によって、発酵したマルーラは影響が出ないほどに希釈されると思われる。しかし、マルーラの実を食べて酔っぱらったゾウの報告は絶えずもたらされている。

## 文化
マルーラは、アフリカ諸国の文化に不可欠で、1951年にはアフリカの守護木だと呼ばれるようになった。
南アフリカでは媚薬効果があるともされ、部族による豊穣儀礼などで、この木に要的な役割があるとして多用されてきた。「結婚の木」とも言われ、この木のもとで挙式することも多い。ヴェンダ族のあいだでは樹皮の粉末を服用して、生まれる子供の性別を決めようとする。雄株の木の皮を飲めば男の子、雌株の皮を飲めば女の子、というまじないである。南アフリカの呪術医であるサンゴマも、石を投じる占い儀式の際に、殻のままの種子を使う。
ナミビアでは、実が成熟する2～3月を「マルーラ酒の季節」（ethimbo lyomagongo）を上述した酒仕込みの時期として祝福してきたが、2015年には「マルーラ果実の祭り」（oshituthi shomagongo）がユネスコの無形文化遺産に登録されている。

## ギャラリー

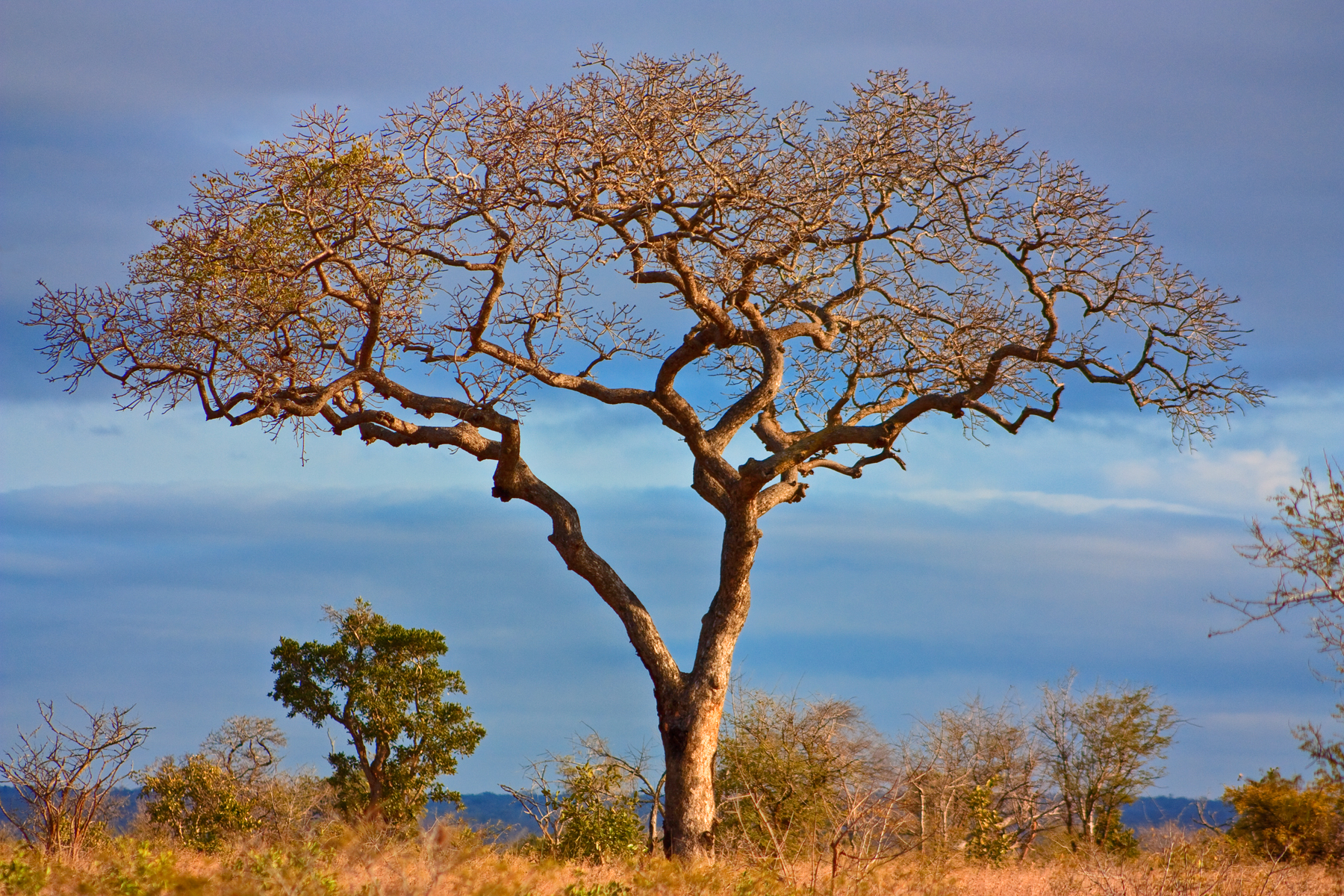
マルーラの木
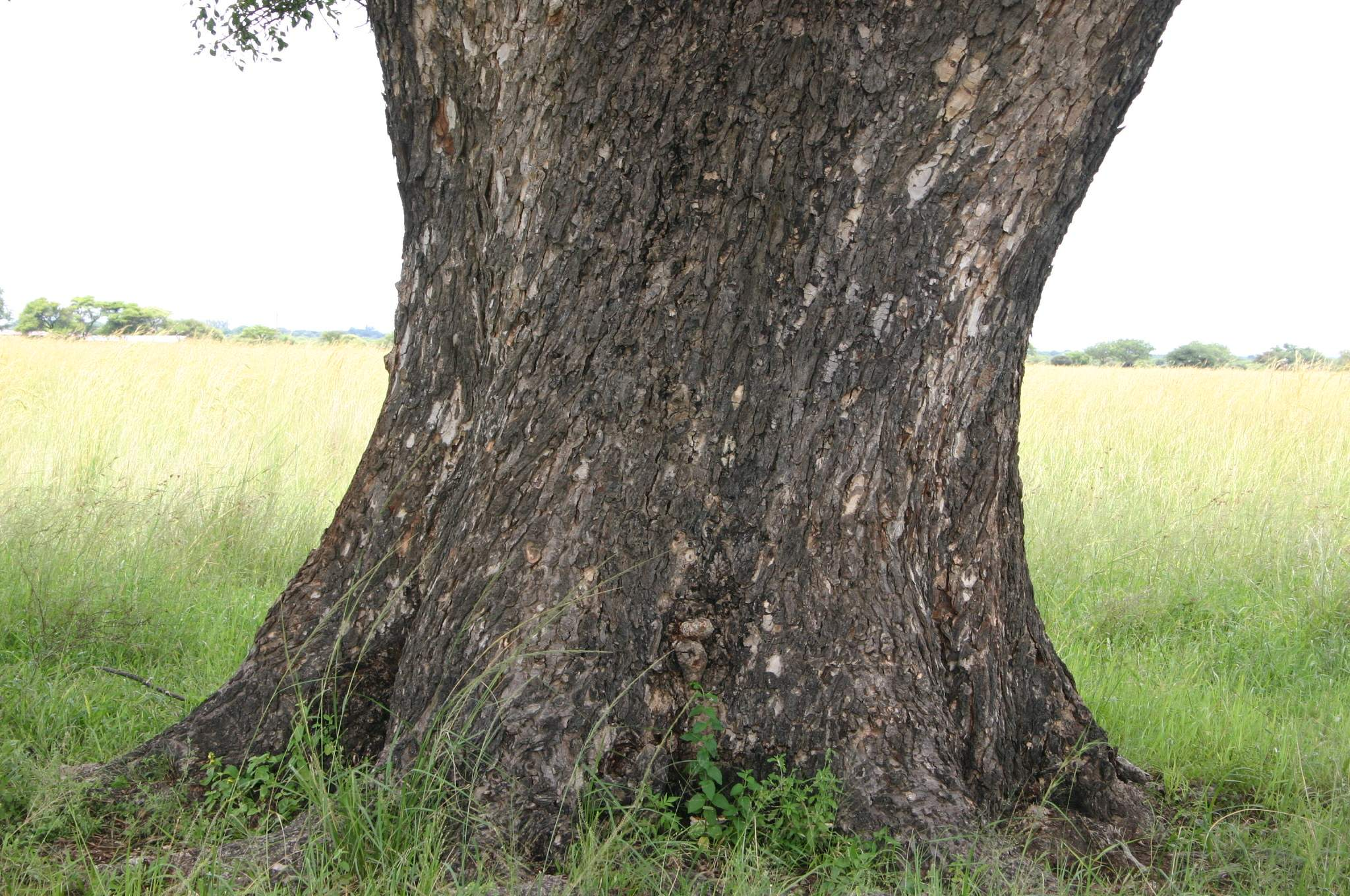
マルーラの木の幹
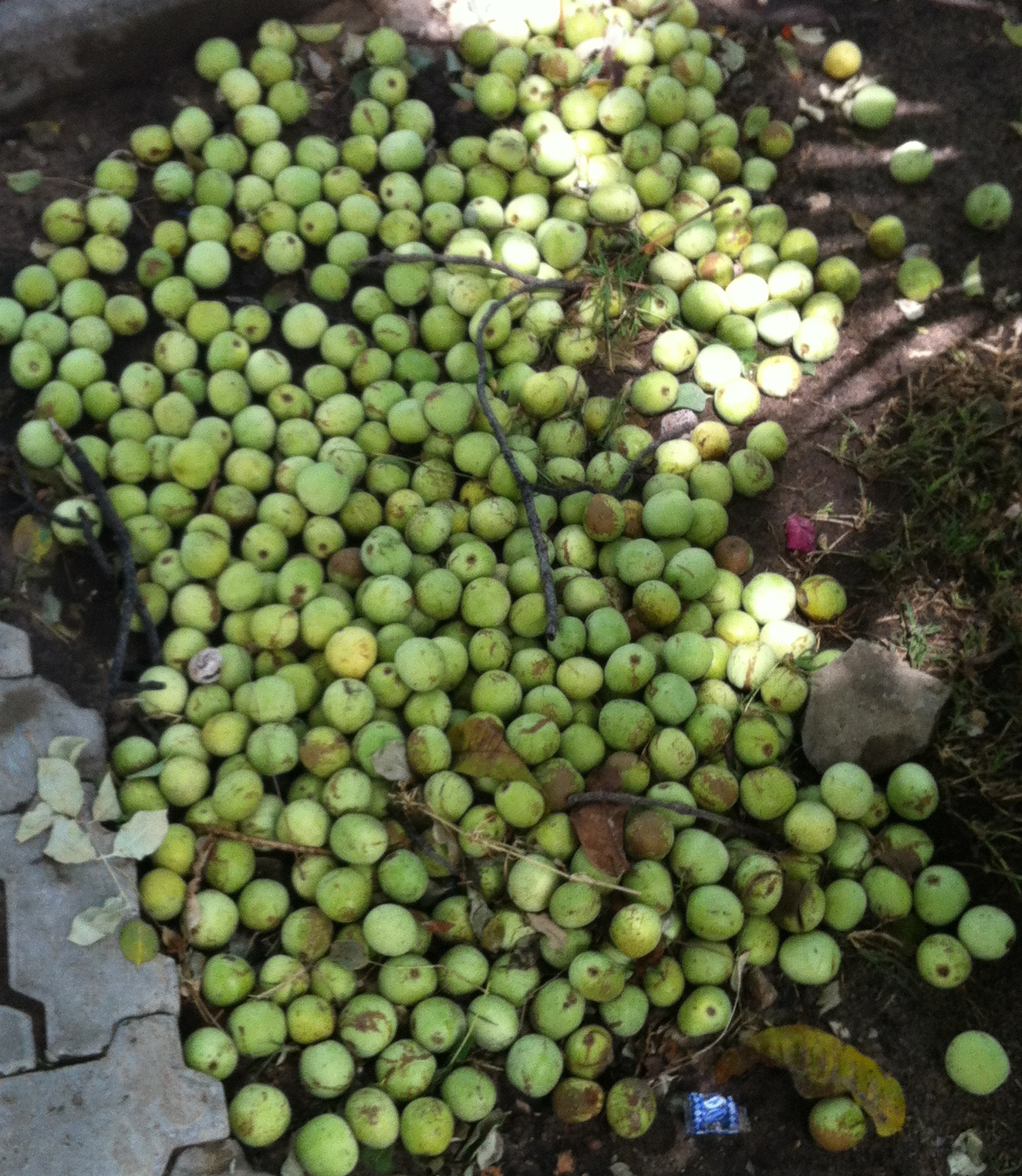
風で落ちたマルーラの実。ナミビアのオングウェディバ（英語版）
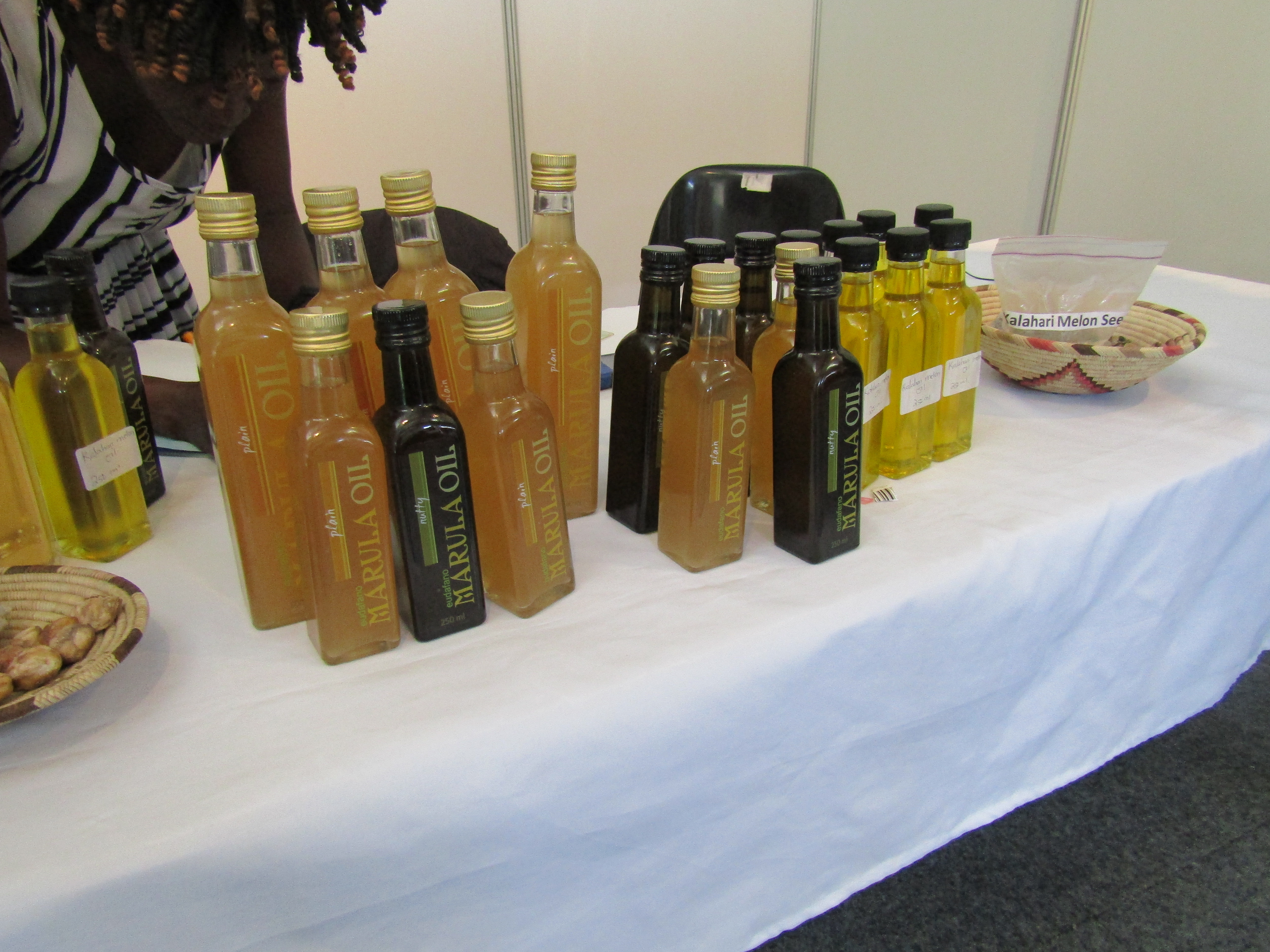
ナミビアのオングウェディバ見本市 2016で販売されるマルーラオイル